# Bezirk Bolechów
Bezirk Bolechów – dawny powiat (Bezirk) kraju koronnego Królestwo Galicji i Lodomerii, funkcjonujący w latach 1854–1867. Siedzibą starostwa było miasto Bolechów.

## Historia
Bezirk Bolechów utworzono w ramach reformy uwłaszczeniowej z okresu Wiosny Ludów (1848–1849), która likwidowała jurysdykcję właściciela ziemskiego nad poddanymi. W Galicji, dominium – jako podstawowa jednostka administracyjna i filar systemu feudalnego straciło rację bytu. Konieczne stało się zatem wprowadzenie nowego systemu administracyjnego, którego zręby powstały w latach 1851–1855. Nowy trójstopniowy podział administracyjny objął 21 cyrkułów (niem. Kreise), 179 małych powiatów (niem. Bezirke) i ponad 6000 gmin (niem. Gemeinde).
Bezirk Bolechów objął obszar o wielkości 8,8 mil², zamieszkany przez 22.692 ludzi i podzielony na 31 gmin katastralnych, w tym jedno miasto (Bolechów) i jedno miasteczko (Sokołów). Wszedł w skład cyrkułu stryjskiego, jako jeden z jego dziewięciu powiatów. Powiat posiadał dwie odległe eksklawy – Neu Olexice i Gelsendorf (stanowiące jedną gminę) – położone wewenątrz Bezirk Stryj. Ponadto należąca do Bezirk Bolechów gmina Sokołów oddzielała gminę Dzieduszyce Małe od Bezirk Żurawno, do którego przynależała.
Po nadaniu Galicji autonomii oraz powołaniu samorządu gminnego i powiatowego w 1865 zlikwidowano cyrkuły (Kreise). Dotychczasowe małe powiaty (Bezirke) w liczbie 179, utrzymały się do 1867 roku, kiedy to w następstwie kolejnej reformy administracyjnej (23 stycznia 1867) zostały zastąpione przez 74 większych powiatów. Obszar zniesionego Bezirk Bolechów wszedł wtedy w skład nowych powiatów dolińskiego i stryjskiego (vide podział w tabeli poniżej). 1 października 1929 gminę Kamionka przeniesiono z powiatu dolińskiego do powiatu skolskiego. 1 kwietnia 1932 powiat skolski został zniesiony, a gminę Kamionka włączono do powiatu stryjskiego.

## Podział administracyjny (1854)
| Lp. | Gmina jednostkowa               | Powierzchnia | Ludność | Powiat w 1867 po zniesieniu |
| --- | ------------------------------- | ------------ | ------- | --------------------------- |
| 1   | Bolechów (M) z Salomonową Górką | 58500        | 3689    | doliński                    |
| 2   | Wołoskie Sioło z Josephatem     | 58500        | 1673    | doliński                    |
| 3   | Cisów                           | 58500        | 1312    | doliński                    |
| 4   | Bubniszcze                      | 58500        | 184     | doliński                    |
| 5   | Polanica                        | 58500        | 63      | doliński                    |
| 6   | Niniów Górny i Dolny            | 58500        | 921     | doliński                    |
| 7   | Taniawa                         | 58500        | 296     | doliński                    |
| 8   | Lisowice                        | 58500        | 1417    | doliński                    |
| 9   | Bolechów Ruski i Dołżka         | 58500        | 1346    | doliński                    |
| 10  | Tiapcze                         | 58500        | 406     | doliński                    |
| 11  | Podbereże                       | 58500        | 455     | doliński                    |
| 12  | Huziejów                        | 58500        | 454     | doliński                    |
| 13  | Zaderewacz                      | 58500        | 415     | doliński                    |
| 14  | Zaderewacka Wola                | 58500        | 491     | doliński                    |
| 15  | Łużki                           | 58500        | 198     | doliński                    |
| 16  | Słoboda Bolechowska             | 58500        | 393     | doliński                    |
| 17  | Cerkowna                        | 58500        | 397     | doliński                    |
| 18  | Brzaza                          | 58500        | 292     | doliński                    |
| 19  | Sukiel                          | 58500        | 171     | doliński                    |
| 20  | Kamionka                        | 58500        | 459     | doliński                    |
| 21  | Neu Oleksice i Gelsendorf       | 58500        | 404     | stryjski                    |
| 22  | Roztoczki i Lipa                | 2500         | 790     | doliński                    |
| 23  | Hoszów                          | 6000         | 882     | doliński                    |
| 24  | Gerynia                         | 6000         | 436     | doliński                    |
| 25  | Stańkowce                       | 6000         | 222     | doliński                    |
| 26  | Witwica                         | 6000         | 893     | doliński                    |
| 27  | Czołhany                        | 9500         | 1210    | doliński                    |
| 28  | Bełejów                         | 9500         | 543     | doliński                    |
| 29  | Morszyn                         | 9500         | 262     | stryjski                    |
| 30  | Dzieduszyce Wielkie             | 3500         | 1033    | stryjski                    |
| 31  | Sokołów (m) z Łanami            | 3500         | 985     | stryjski                    |

Objaśnienie:
(M) = miasto; (m) = miasteczko